# Olegário Bernardes
Olegário da Silva Bernardes (Viçosa, 25 de dezembro de 1883 — 21 de março de 1972) foi um advogado e político brasileiro, ministro do Tribunal de Contas da União (TCU) e prefeito de Teresópolis por um mandato.
Olegário é irmão do ex-Presidente da República, Artur Bernardes.

## Biografia
Olegário Bernardes nasceu no município mineiro de Viçosa, em 25 de dezembro de 1883, filho de um funcionário público português e irmão do ex-Presidente da República Artur Bernardes. Formou-se bacharel em direito pela Faculdade Livre de Direito do Rio de Janeiro. Entre suas principais atividades, atuou como funcionário da Recebedoria de Minas Gerais e, posteriormente, como Delegado de Polícia, no ano de 1914. Em 1918, por meio de decreto de 26 de outubro, é investido no cargo de auditor do Tribunal de Contas. Entre 1922 a 1924, atuou como secretário particular de seu irmão, Artur Bernardes, na Presidência da República. Em 1924, torna-se titular do Cartório do Primeiro Ofício de Registro de Títulos e, dois anos depois, em 1926, é eleito deputado estadual por Teresópolis, no Rio de Janeiro. Em 1936, torna-se prefeito da mesma cidade, permanecendo no cargo até 11 de novembro de 1937.
Sob decreto de 7 de março de 1950, Olegário Bernandes é nomeado ministro do Tribunal de Contas da União, onde permanece até sua aposentadoria, em 31 de outubro do mesmo ano. Ainda atuaria como Presidente do Partido Republicano, na Seção do Estado do Rio de Janeiro, e como Suplente do Senador Aarão Steinbruch, no ano de 1962.
Olegário da Silva Bernardes faleceu no dia 21 de março de 1972.